# Tirotejos d'Aktobé de 2016
Els tirotejos d'Aktobé de 2016 va ser una sèrie d'atemptats contra objectius civils i militars a Aktobé (Kazakhstan) que es van produir entre el 5 i el 10 de juny de 2016.
El 5 de juny, dos atemptats es van produir en botigues d'armes, mentre que un tercer atac anava dirigit contra una unitat militar. En els dies següents es van produir múltiples tirotejos entre els atacants i la policia. Els tirotejos van deixar 7 víctimes mortals i 37 ferits. Divuit atacants van morir i nou van ser detinguts.

## Antecedents
El terrorisme i l'extremisme són poc freqüents al Kazakhstan, no obstant això, a Aktobè es va produir el primer atemptat suïcida del Kazakhstan en 2011.
Malgrat que el Kazakhstan sol ser un país pacífic, el recent enfonsament dels preus del petroli, principal producte d'exportació del Kazakhstan, ha amenaçat l'estabilitat del país, tal com es va posar de manifest en una sèrie de protestes que van esclatar a l'abril i maig de 2016. A més a més, les recents lleis que permeten als estrangers comprar terres al Kazakhstan també han causat renou.

## Fets

### Els primers tirotejos
El grup armat que va cometre els atemptats, en el qual hi van participar almenys vint-i-set persones, va assaltar primer dues armeries a primera hora del 5 de juny, matant a un guàrdia i a un dependent en una d'elles i a un client en l'altra. També van ferir a tres policies abans que tres dels atacants fossin abatuts. A continuació, els atacants supervivents van segrestar un autobús i van envestir la porta d'una base de la guàrdia nacional, on van matar a tres militars i van ferir a nou abans que un dels atacants fos abatut.

### Tirotejos posteriors
La nit següent al primer atemptat, altres cinc atacants van morir en tirotejos amb la policia i dos van ser detinguts. Segons els informes, va haver-hi més policies morts o ferits durant els tirotejos.
A primera hora del 10 de juny, cinc militants van morir i dos policies van resultar ferits en més tirotejos a Aktobé.

## Responsabilitat
Els autors dels tirotejos van ser descrits pel servei de premsa de la policia com a «seguidors de moviments religiosos radicals no tradicionals», terme que sol referir-se als extremistes islàmics al Kazakhstan.
El 10 de juny, el president del Kazakhstan, Nursultan Nazarbàiev, va dir al seu Consell de Seguretat que els atacants eren salafistes i que probablement hi havia militants de l'Estat Islàmic que havien tornat al Kazakhstan des de Síria.

## Reaccions
Nazarbàiev va declarar el 9 de juny dia de dol nacional. També va assenyalar que els atemptats es van produir en vespres del Ramadà i va afirmar que havien estat ordenats des de l'estranger. Així mateix, va suggerir que els atemptats eren un intent d'iniciar una «revolució de color» al Kazakhstan. Nazarbàiev també va demanar que s'endurissin les sancions penals contra els kazakhs que s'unissin a grups militants, que es reforcés la seguretat en les armeries i les instal·lacions militars i que s'exercís un control migratori més estricte.
Alguns analistes van considerar els atemptats com una prova de l'augment de les tensions entre els diferents grups polítics. Uns altres van afirmar que l'atac mostrava un afebliment del control del país per part del president Nazarbàiev.